# Kalīn-e Pā'īn
Kalīn-e Pā'īn (persiska: كَلينِ سادات, Kalīn-e Sādāt, Kalīn-e Pā’īn, کلين پايين) är en ort i Iran.   Den ligger i provinsen Teheran, i den centrala delen av landet, 50 km sydost om huvudstaden Teheran. Kalīn-e Pā'īn ligger 1 011 meter över havet och antalet invånare är 546.
Terrängen runt Kalīn-e Pā'īn är platt åt sydväst, men åt nordost är den kuperad. Terrängen runt Kalīn-e Pā'īn sluttar söderut. Runt Kalīn-e Pā'īn är det tätbefolkat, med 297 invånare per kvadratkilometer. Närmaste större samhälle är Qarchak, 19,1 km väster om Kalīn-e Pā'īn. Trakten runt Kalīn-e Pā'īn består till största delen av jordbruksmark.